# Zona de Interesse (Auschwitz)

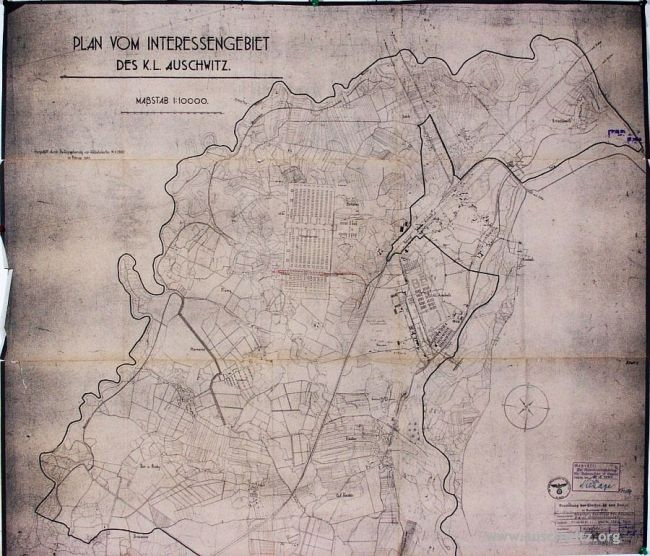
Mapa da zona de interesse do KZ Auschwitz (1941)

Zona de Interesse ou Área de Interesse do Campo de Concentração de Auschwitz (em alemão:  Interessengebiet des KZ Auschwitz) era a denominação dada pelas forças de ocupação nazistas à área que circundava o complexo de Auschwitz, na Polônia ocupada. Era restrita à Schutzstaffel (SS) e subordinada à administração do campo principal.
O maior complexo de campos de concentração do estado nazista foi construído nessa área, que era protegida do mundo exterior. A Área de Interesse localizava-se ao sul da confluência dos rios Soła e Vístula, perto da cidade de Oświęcim (Auschwitz), e era parcialmente delimitada por esses rios.  Cobria cerca de 40 km² e abrigava o campo principal do complexo de Auschwitz, Auschwitz-Birkenau, instalações da SS, oficinas e atividades agrícolas do campo principal e seus subcampos. A Área de Interesse existiu oficialmente entre o final de maio de 1941 e a liberação do campo de Auschwitz, pelo Exército Vermelho, no final de janeiro de 1945, durante a ofensiva no Vistula–Oder.
A Zona de Interesse de Auschwitz foi criada em 1941, como uma zona de exclusão, mediante o  confisco das terras agrícolas situadas ao redor do campo. 
Sua criação tinha como objetivo remover a população polonesa dessas áreas e tomar posse de suas terras agrícolas, que passariam a ser exploradas economicamente mediante o emprego de trabalho forçado dos prisioneiros do campo, com a venda de produtos agrícolas revertendo em benefício da SS. Além disso, a Zona de Interesse destinava-se a reduzir o contato com a população da região. Pretendia-se também criar ali pelo menos duas aldeias-modelo destinadas ao treinamento de agricultores alemães. 

## Na ficção
O escritor britânico Martin Amis deu ao seu romance de 2014 o título de A Zona de Interesse. Trata-se de  uma versão ficcional da vida do comandante do campo, Rudolf Höß, e sua família, entre os anos de 1941 e 1943, na Zona de Interesse do Campo de Auschwitz. Mais tarde, Jonathan Glazer inspirou-se no vagamente no romance de Amis para realizar seu filme homônimo de 2023, no qual destaca a banalidade idílica da vida da família Höß - dedicada ao cultivo de seu pomar, seu jardim e sua horta, à sombra do epicentro do Holocausto.